# Nodrenge

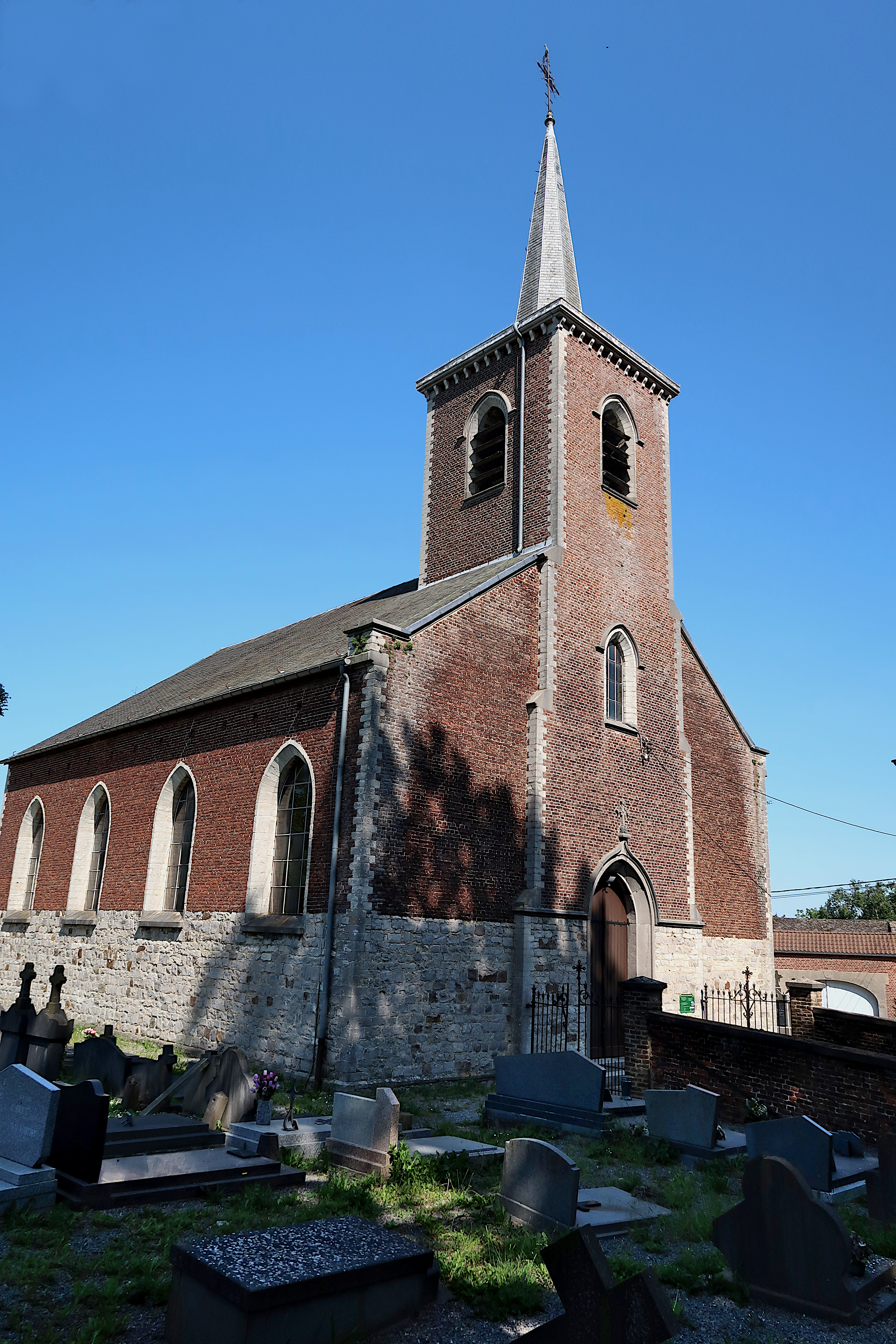
Sint-Lambertuskerk

Nodrenge is een gehucht in Waals-Brabant. Het gehucht hoort bij Marilles, wat op zijn beurt een deelgemeente is van de gemeente Orp-Jauche.

## Bezienswaardigheden
- De Sint-Lambertuskerk (Église Saint-Lambert) heeft een 15e-eeuws gotisch koor en sacristie. Het neogotisch kerkschip is van 1856. De hoogte aan de kerk bedraagt 103 meter.

## Nabijgelegen kernen
Énines, Piétrain, Marilles, Orp-le-Petit, Jauche